# Скоти

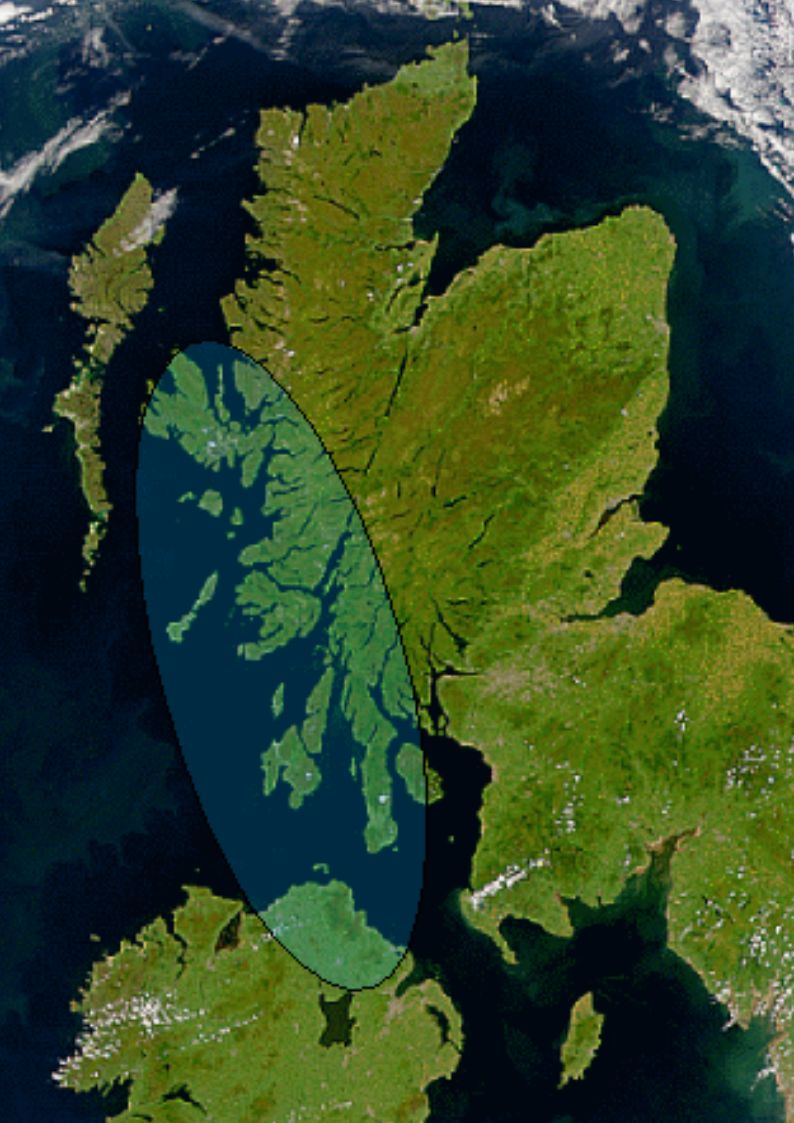
Територія Дал Ріади

Скоти (лат. Scotti) — група кельтських племен (ірл. tuatha), що населяли на початку І тисячоліття північну Ірландію. Крім того, скотами стародавні римляни називали ватаги ірландських розбійників IV—V століття, які чинили напади на Римську Британію. Від цього слова походить назва країни Шотландія й шотландського народу.

## Загальна характеристика
Вперше термін згадується за 314 рік. Особливо частими напади ірландців на територію нинішньої Шотландії та Британії були в 370-х. Згідно з легендами (у достовірності яких історики сумніваються), скоти переселилися в Ірландію у давні часи з Іспанії. Згідно з цими ж легендами, вони споріднені з скіфським племенем сколотів і жили колись на території України. Вважають, що ця легенда була придумана ірландськими монахами раннього середньовіччя для «долучення» ірландського народу до світової історії. Скоти розмовляли північним діалектом ірландської мови і були під владою давнього ірландського королівства Улад. Займалися переважно скотарством. Сам термін «скот» у давньоірландській мові означав «той, хто викрадає худобу», «розбійник» через поширений у давнину звичай викрадати худобу у сусідніх племен, що в ті часи вважали нормою. Частина скотів долучилась до етногенезу ірландців і ввійшла до складу ірландського народу. Частина ж у III—IV століттях переселилася на територію нинішньої Шотландії, яка в ті часи називалася Алба (Альба), Каледонія. Переселившись, скоти утворили на заході Шотландії королівство Дал Ріада (Дал Ріата), поступово витісняючи місцеве населення — піктів. У 839 році король скотів і королівства Дал Ріада — Кеннет МакАлпін захопив всю територію королівства піктів, майже повністю знищивши їх. Після того як 843 року об'єднанням скотів та піктів утворилося Шотландське королівство, назва перейшла на шотландців. Залишки піктів, очевидно, були асимільовані скотами, і пікти зникли як народ. Країна дістала нову назву — Скоттленд — Шотландія — країна скотів. Скотти таким чином сформували новий народ — шотландців. Довгий час скоти, а потім і шотландці називали себе гели. У V столітті скоти були навернені у християнство місіонерами, котрих нині вважають святими — святий Патрик, святий Колумба. До того сповідували форму кельтського поганства — друїдизм.

## Виноски
1. ↑  Laterculus Veronensis 13.2-4, ed. A. Riese, Geographi Latini minores (Heilbronn 1878) 128.19